# Willem van Stockum
Willem Jacob van Stockum (20. listopadu 1910 – 10. června 1944) byl matematik, který významně přispěl k ranému rozvoji obecné teorie relativity.
Van Stockum se narodil v Hattemu v Nizozemsku. Jeho otec byl mechanicky talentovaný důstojník v nizozemském námořnictvu. Poté, co se rodina přestěhovala do Irska v roce 1920, Willem studoval matematiku na Trinity College v Dublinu, kde získal zlatou medaili. Magisterský titul získal z Torontské univerzity a doktorský titul z Edinburské univerzity.
V polovině 30. let se van Stockum stal příznivcem tehdy poměrně nové teorie gravitace, obecné teorie relativity. V roce 1937 zveřejnil dokument, který obsahuje jedno z prvních přesných řešení v obecné relativitě, které modeluje gravitační pole vytvářené konfigurací rotující hmoty, van Stockumova prachu. Toto řešení zůstává důležitým příkladem známým pro svou neobvyklou jednoduchost. V této práci byl van Stockum zřejmě první, kdo si všiml možnosti uzavřených časupodobných smyček, jednoho z nejpodivnějších a nejvíce znepokojujících jevů v obecné relativitě.
Van Stockum odešel do Spojených států v naději, že bude studovat pod Albertem Einsteinem. Nakonec na jaře roku 1939 nastoupil na dočasnou pozici pod profesorem Oswaldem Veblenem v Ústavu pro pokročilá studia v Princetonu. Brzy se ale přestěhoval na University of Maryland, během jeho prvního semestru došlo k vypuknutí druhé světové války. Proto narukoval do Royal Canadian Air Force a nakonec získal pilotní křídla v červenci 1942. Díky svým pokročilým znalostem fyziky strávil většinu dalšího roku jako zkušební pilot v Kanadě. Poté, co bylo Nizozemsko napadeno Hitlerem, snažil se van Stockum vstoupit do války jako pilot. Nakonec se stal členem nizozemského letectva (v exilu), a v roce 1944 se stal jediným nizozemským důstojníkem vyslaným do Č. 10 Sqron RAF Bomber Command, který byl umístěný v Yorkshire a létal na bojové mise v těžkém bombardéru Halifax po celé Evropě před a po invazi v Normandii. 10. června 1944 vyrazil van Stockum a jeho skupina na svou šestou bojovou misi. V blízkosti cíle bylo jejich letadlo zasaženo a všech sedm členů posádky zahynulo, společně se sedmi vojáky z dalšího bombardéru na stejné misi. Čtrnáct letců je pohřbeno v Lavalu, v blízkosti místa, kde spadla jejich letadla.